# Valérie Barlois
Valérie Gisèle Angèle Barlois-Mevel-Leroux (* 28. Mai 1969 in Melun) ist eine ehemalige französische Degenfechterin. Sie ist Olympiasiegerin und wurde Weltmeister.

## Erfolge
Valérie Barlois gewann bei Weltmeisterschaften mit der Mannschaft mehrere Medaillen. 1991 in Budapest und 1995 in Den Haag gewann sie mit ihr Silber, 1997 in Kapstadt Bronze. In La Chaux-de-Fonds wurde sie 1998 mit der Mannschaft schließlich Weltmeisterin. Zuvor hatte sie bereits an den Olympischen Spielen 1996 in Atlanta teilgenommen und sowohl in der Einzel- als auch in der Mannschaftskonkurrenz eine Medaille gewonnen. Im Einzel unterlag sie im Finale ihrer Landsfrau Laura Flessel-Colovic und erhielt damit die Silbermedaille. Mit der Mannschaft stand sie nach Siegen über Kuba und Russland ebenfalls im Finale, das gegen Italien mit 45:33 gewonnen wurde. Neben Barlois wurden Laura Flessel-Colovic und Sophie Moressée-Pichot Olympiasiegerinnen. Nach dem Olympiasieg wurde sie zum Ritter der Ehrenlegion ernannt. Bei den Olympischen Spielen 2000 in Sydney belegte Barlois im Einzel und mit der Mannschaft den fünften Rang.

## Leben
Barlois hat einen Sohn (* 2000) und wurde 2001 geschieden. 2006 heiratete sie Robert Leroux, der ebenfalls eine olympische Medaille im Degenfechten gewann.